# ماجراجویی بزرگ هوروس، شاهزاده خورشید
ماجراجویی بزرگ هوروس، شاهزاده خورشید یا شاهزاده کوچک دلاور (به انگلیسی: The Great Adventure of Horus, Prince of the Sun) یک سینمایی انیمه است که در ژوئیه ۱۹۶۸ منتشر شد. این فیلم نخستین کارگردانی ایسائو تاکاهاتا است و اولین فیلم مهم هایائو میازاکی محسوب می‌شود.
این فیلم مستقیماً توسط تلویزیون AIP-TV تحت عنوان شاهزاده کوچک نوروژی (به انگلیسی: The Little Norse Prince) در تلویزیون در ایالات متحده آمریکا پخش شد.